# Premiile Magritte 2011
Premiile Magritte 2011 sau Întâia ceremonie a premiilor Magritte, prezentată de Académie André Delvaux, a onorat cele mai bune filme ale anului anterior 2010, realizate în Belgia. Ceremonia de acordare a Premiilor Margritte a avut loc al 5 februarie 2011 în complexul artistic și cultural Square – Brussels Meeting Centre din cartierul Mont des Arts din capitala Belgiei, Bruxelles.
În timpul galei, care a început la orele 19:30 (CET), au fost prezentate 20 de premii Magritte, în 20 de categorii, alese prin vot de către membrii votanți ai Académie André Delvaux.
Gala a fost transmisă în direct de către postul belgian de televiziune BeTV, fiind produs de José Bouquiaux și regizat de Vincent J. Gustin. Regizorul de film Jaco Van Dormael a prezidat ceremonia de acordare a premiilor, în timp ce actrița Helena Noguerra a fost prezentatoarea evenimentului.
Ceremonia de dinaintea galei a fost prezentată de regizorul de filmm Fabrice Du Welz.fr 

## Istoric
În 2010, a fost fondată entitatea profesionistă de film, Académie André Delvaux, sub conducerea lui Patrick Quinet, președintele Asociației de producători de film francofoni (UPFF) și a lui Luc Jabon, președintele al Pro Spère. Scopul a fost unirea profesională a celor cinci branșe ale industriei de film francofone din Belgia: actori, regizori, producători, tehnicieni și scenariști. Scopul primordial al nou createi instituții a fost recunoașterea publică a meritelor celor mai valoroși realizatori de film belgieni după modelul francez al Premiilor César. Folosirea numelui marelui pictor belgian René Magritte a fost posibilă datorită lui Charly Herscovici, creatorul Fundației Magritte, care a aderat la ideea de a avea acești realizatori de film ca Les Magritte du cinéma René Magritte ai cinematografului belgian.

## Câștigători și nominalizați
Nominalizații pentru Întâia ceremonie de decernare a premiilor Magritte au fost anunțați pe 13 ianuarie 2016, la centrul cultural Square din Mont des Arts, Bruxelles, de către Patrick Quinet și Luc Jabon, co-fondatori și co-președinți ai Académie André Delvaux. Filmul Illegal a primit cele mai multe nominalizări (opt), urmat de filmele Mr. Nobody și Private Lessons cu câte șapte nominalizări fiecare. Nominalizările pentru categoriile Cel mai bun scurt metraj și Cel mai bun documentar fuseseră deja anunțate la data de 29 decembrie 2010.
Câștigătorii fiecărei categorii au fost anunțați în timpul ceremoniei de premiere, la data de 5 februarie 2011. Cel mai premiat film a fost Mr. Nobody cu șase premii, pentru cel mai bun film, regizor și scenariu pentru Jaco Van Dormael, cea mai bună imagine pentru Christophe Beaucarne, cea mai bună muzică pentru Pierre Van Dormael și cel mai bun montaj acordat lui Matyas Veress. Celelalte două filme intens nominalizate, Illegal și Private Lessons au primit fiecare câte două premii în două categorii. Filmului A Town Called Panic i s-au decernat două premii în categoriile tehnice. Anterior, la 25 ianuarie 2016, premiul Magritte onorific fusese acordat postum lui André Delvaux.